# منتخب إندونيسيا لكرة السلة للسيدات
منتخب إندونيسيا الوطني لكرة السلة للسيدات هو ممثل إندونيسيا الرسمي في المنافسات الدولية في كرة السلة للسيدات.